# Granville (Iowa)
Granville é uma cidade localizada no estado americano de Iowa, no Condado de Sioux.

## Demografia
Segundo o censo americano de 2000, a sua população era de 325 habitantes.
Em 2006, foi estimada uma população de 325, um aumento de 0 (0.0%).

## Geografia
De acordo com o United States Census Bureau tem uma área de 0,8 km².

## Localidades na vizinhança
O diagrama seguinte representa as localidades num raio de 20 km ao redor de Granville.